# アムル・ワルダ
アムル・ワルダ（アラビア語: عـمرو وردة，ラテン語: Amr Medhat Warda1993年9月17日 - ）は、エジプト・アレキサンドリア出身のサッカー選手。ポジションはミッドフィールダー。

## 経歴

### クラブ
2015年8月22日、パナシナイコスFCに3年契約の移籍金なしで加入した。
2017年1月24日、PAOKテッサロニキに25万ユーロの3年半契約で移籍した。
2021年8月29日、アノルトシス・ファマグスタに移籍した。
2023年、アポロン・リマソールに移籍した。

### 代表
2018 FIFAワールドカップを戦うエジプト代表の本大会メンバーに選出された。

## 代表歴

### 出場大会
- エジプト代表
  - 2018 FIFAワールドカップ

### 試合数
- 国際Aマッチ 30試合 1得点（2015年-2019年）[2]

| エジプト代表 | 国際Aマッチ | 国際Aマッチ |
| 年           | 出場        | 得点        |
| ------------ | ----------- | ----------- |
| 2015         | 3           | 0           |
| 2016         | 2           | 0           |
| 2017         | 7           | 0           |
| 2018         | 12          | 1           |
| 2019         | 6           | 0           |
| 通算         | 30          | 1           |